# Lophoptera ferrinalis
Lophoptera ferrinalis là một loài bướm đêm trong họ Noctuidae.